# Judith Pietersen
Judith Pietersen (Eibergen, 3 juli 1989) is een voormalig Nederlandse volleybalster. Zij debuteerde in 2011 in het Nederlands team. In 2016 werd Pietersen geselecteerd voor het Nederlands vrouwenteam dat deelnam aan de Olympische Spelen in Rio de Janeiro. In groep B werd Nederland tweede na de Verenigde Staten met 11 punten. Zuid-Korea werd in de kwartfinales verslagen met 3-1. In maart 2019 maakte zij bekend met topvolleybal te stoppen.

## Clubs
- Longa '59 Lichtenvoorde (2005–2008)
- Martinus Amstelveen (2008–2009)
- TVC Amstelveen (2009–2011)
- Dresdner SC (2011–2013)
- Atom Trefl Sopot (2013–2014)
- Trabzon İdmanocağı (2014–2015)
- Pallavolo Scandicci (2015–2016)

Maret Balkestein-Grothues · Yvon Beliën · Anne Buijs · Laura Dijkema · Robin de Kruijf · Judith Pietersen · Celeste Plak · Myrthe Schoot · Lonneke Slöetjes · Debby Stam · Quinta Steenbergen · Femke Stoltenborg